# Кагеро (1938)
Кагеро (Kagero, яп. 陽炎) — ескадрений міноносець Імперського флоту Японії, який брав участь у Другій світовій війні.
Корабель, який дав найменування типу есмінців, став третім за датою закладання в цій серії. Його будівництво велось на верфі ВМФ у Сасебо та звершилось в 1940 році.
На момент вступу Японії до Другої світової війни «Кагеро» належав до 18-ї дивізії ескадрених міноносців, яка в межах підготовки до нападу на Перл-Гарбор перейшла 18–22 листопада з Саєкі (острів Кюсю) до острова Еторофу (Ітуруп) в Курильському архіпелазі. Звідси кораблі дивізії вирушили у складі охорони ударного авіаносного з'єднання адмірала Нагумо, яке 7 грудня завдало удару по головній базі Тихоокеанського флоту США. 24 грудня «Кагеро» прибув до Куре, при цьому під час походу він здійснив лише одну активну дію — отримавши 17 грудня помилкову інформацію про контакт з підводним човном, есмінець провів скидання глибинних бомб.
8–14 січня 1942-го «Кагеро» здійснив перехід разом з авіаносним з'єднанням до атола Трук в центральній частині Каролінських островів (ще до війни тут створили потужну базу японського ВМФ, з якої до лютого 1944-го провадили операції у цілому ряді архіпелагів). Метою походу була підтримка вторгнення до архіпелагу Бісмарка, в межах якої 17 січня з'єднання полишило Трук та попрямувало на південь, завдавши 20 січня авіаудар по Рабаулу на острові Нова Британія (після швидкого захоплення японським десантом тут створять головну передову базу, з якої наступні два роки провадитимуться операції на Соломонових островах та сході Нової Гвінеї). З 21 січня «Кагеро» входив до охорони авіаносців «Сьокаку» та «Дзуйкаку», які відокремились для завдання удару по Лае та Саламауа на Новій Гвінеї (у глибині затоки Хуон, яка розділяє півострови Хуон та Папуа), 23 січня прикривали висадку в архіпелазі Бісмарка, а 29 числа повернулись на Трук.
30 січня — 3 лютого 1942-го «Кагеро» супроводжував «Сьокаку» до Йокосуки, де цей авіаносець мав прийняти додаткові літаки («Дзуйкаку» до прибуття в Японію здійснив разом з іншими авіаносцями ударного з'єднання безуспішний вихід наздогін американській авіаносній групі, яка 1 лютого завдала удару по Маршаллових островах). 7 березня «Кагеро» разом зі ще двома есмінцями вирушив у похід до Тихого океану, супроводжуючи «Сьокаку» та «Дзуйкаку» для протидії можливому ворожому нападу на острів Вейк (японці захопили цей форпост ще у грудні 1941-го). Втім, через кілька діб прийшли дані про відхід ворожих сил і 16 березня авіаносці прибули у японський порт Йокосука — щоб вже наступного дня вирушити до затоки Старінг-Бей на південно-східному півострові острова Целебес (Сулавесі). Тут збирались всі сили ударного авіаносного з'єднання (за виключенням авіаносця «Кага», який після навігаційної аварії був вимушений проходити ремонт у Японії) для рейду в Індійський океан. 24 березня «Кагеро» та інші кораблі загону прибули до Старінг-Бей.
27 березня вся 18-та дивізія ескадрених міноносців рушила зі Старінг-Бей, виконуючи завдання з охорони ударного з'єднання. Під час походу, який тривав кілька тижнів, «Кагеро» кілька разів відкривав зенітний вогонь по ворожих літаках, втім, усі вони в підсумку були збиті винищувачами. 9 квітня японські авіаносці провели останній великий бій цієї операції і невдовзі з'єднання попрямувало до Японії для відновлювального ремонту ряду основних кораблів. 23 квітня «Кагеро» досягнув Куре, де став на нетривалий доковий ремонт.
21–25 травня 1942-го в межах підготовки операції проти атола Мідвей «Кагеро» разом з іншими есмінцями 18-ї (а також 15-ї) дивізії пройшов з Куре на острів Сайпан (Маріанські острови), звідки вийшов 28 травня супроводжуючи транспорти з військами. Катастрофічна поразка авіаносного з'єднання в битві 4–5 червня під Мідвеєм призвела до скасування операції, при цьому 7 червня «Кагеро» разом зі ще одним есмінцем дивізії отримали завдання підсилити ескорт важкого крейсера «Могамі», який отримав значні пошкодження від зіткнення та авіаударів. Лише 14 червня цей загін прибув на Трук.
17–23 червня 1942-го есмінці 18-ї дивізії пройшли з Труку до Куре, супроводжуючи важкі крейсери «Кумано» і «Судузуя» (а також танкер, який перед тим брав участь у забезпеченні переходу «Могамі»).
25–27 червня 1942-го «Кагеро» здійснив вихід з Йокосуки для допомоги великому танкеру «Тонан-Мару №2» (за іншими даними — «Тонан-Мару №3»), який був атакований підводним човном більш ніж за сім сотень кілометрів на південний захід від виходу з Токійської затоки. Наступної доби «Кагеро» прибув в район інциденту, проте пошуки ворожої субмарини не дали результатів (що стосується танкера, в який під час нападу влучила, але не здетонувала, одна торпеда, то він успішно дійшов до порту).
З 29 червня по 7 липня 1942-го «Кагеро» здійснював протичовнове патрулювання неподалік від входу до Токійської затоки, тоді як три інші есмінці 18-ї дивізії здійснили рейс на Алеутські острови до Киски (цей острів захопили незадовго до того в межах загальної Мідвейсько-Алеутської операції). Тут 5 липня один з них загинув, а два інші зазнали важких пошкоджень унаслідок атаки підводного човна. 9 липня «Кагеро» також вирушив до Киски, супроводжуючи транспорт Кукікава-Мару, який, зокрема, мав на борту команду для проведення аварійного ремонту. 19 числа вони прибули до пункту призначення, після чого «Кагеро» кілька діб ніс патрульну службу біля Киски. 25 липня він рушив у зворотній рейс, ескортуючи пошкоджені есмінці (зокрема, допомагав есмінцю «Ікадзучі» буксирувати «Касумі»). 4 серпня загін прибув до курильського острова Шумшу, після чого «Кагеро» відокремився та 8 серпня дістався Йокосуки. Унаслідок цього інциденту на Алеутах його включили до 15-ї дивізії ескадрених міноносців.
7 серпня 1942-го союзники висадились на сході Соломонових островів, що започаткувало шестимісячну битву за Гуадалканал та змусило японське командування спрямовувати у регіон підкріплення та матеріальні запаси. Як наслідок, 11—15 серпня «Кагеро» разом з легким крейсером «Дзінцу» пройшов з Йокосуки на Трук. 16 серпня «Кагеро» та ще 5 есмінців вирушили до Гуадалканалу як перший швидкохідний ешелон конвою, що мав доставити на острів підкріплення. 19 серпня дев'ять сотень японських піхотинців були висаджені на Гуадалканал (а за дві доби майже усі загинули в бою біля річки Тенару), після чого два есмінці відбули на Трук (один отримав пошкодження від авіанальоту та йшов у супроводі іншого), тоді як три рушили до Рабаулу для участі в операції на Новій Гвінеї.
«Кагеро» єдиний із загону залишився в районі Соломонових островів та протягом кількох наступних діб періодично наближався до Гуадалканалу, до якого тим часом прямували два наступні ешелони конвою. 23 серпня «Кагеро» обстріляв розташований на острові аеродром Гендерсон-Філд, літаки з якого могли загрожувати прибуттю підкріплень. 24 серпня (в цей день унаслідок спроби американців зупинити конвой відбулось зіткнення авіаносних з'єднань, відоме як битва біля східних Соломонових островів) «Кагеро» знову повторив обстріл аеродрому, тільки вже разом із чотирма іншими есмінцями, що прибули із якірної стоянки Шортленд (прикритої групою невеликих островів Шортленд акваторії біля південного завершення острова Бугенвіль, де зазвичай відстоювались легкі бойові кораблі та перевалювались вантажі для відправлення їх далі на схід). Після цього всі 5 есмінців рушили на північ для зустрічі конвою, який 25 серпня відновив свій рух. Відповідно до японських очікувань, авіаносна авіація не атакувала конвой, проте удари літаків з Гуадалканалу та Еспіриту-Санто призвели до загибелі та пошкодження кількох кораблів, втім, «Кагеро» зазнав лише легких пошкоджень від обстрілу з повітря. Під час цих подій він прийняв з пошкодженого легкого крейсера «Дзінцу» адмірала Танаку та на нетривалий час став його флагманським кораблем. У підсумку залишки конвою, і «Кагеро» разом з ними, узяли курс на Шортленд та прибули туди ввечері 26 серпня (крім трьох есмінців, які відокремились для висадки бійців на Гуадалканалі і досягнули Бугенвілю пізніше).
29 серпня «Кагеро» вийшов для підсилення охорони мінного загороджувача «Цугару», який вів на буксирі есмінець «Сіракумо» (важко пошкоджений авіацією при спробі доставити чергову партію військовослужбовців на Гуадалканал). 30 серпня цей загін дійшов до Шортленду (надалі «Сіракумо» вдасться відновити й він загине вже у 1944-му).
У наступні кілька тижнів чи не найголовнішим завданням для «Кагеро» були транспортні рейси до Гуадалканалу (доставка підкріплень та вантажів на швидкохідних есмінцях до району активних бойових дій стала типовою для японського флоту в кампанії на Соломонових островах). Так, есмінець виходив у транспортні рейси до острова 31 серпня, 2, 5 та 21 вересня. Крім того, 13 вересня «Кагеро» надавав вогневу підтримку наземним військам, які розпочали наступ на острові (відомий як битва за хребет Едсона), а 16 вересня вийшов для супроводу важкого крейсера «Тьокай» до Рабаулу, звідки повернувся 20 числа. Під час транспортного рейсу 21 вересня «Кагеро» отримав пошкодження від обстрілу з повітря, унаслідок яких через пробоїни нижче ватерлінії почалось надходження води до носової частини корабля. Тому 22 вересня есмінець відбув на Трук для ремонту, але не пізніше першої декади жовтня знову був на Шортленді.
11 жовтня 1942-го «Кагеро» полишив стоянку Шортленд, щоб приєднатись до головних сил, які тієї доби вийшли з Труку. 12 жовтня шість есмінців з Шортленду приєднались до загону адмірала Куріти, головну силу якого складали лінкори «Харуна» та «Конго». Останні у перші години 13 жовтня провели вдалий обстріл аеродрому Гендерсон-Філд, знищивши понад чотири десятки ворожих літаків. Після обстрілу загін Куріти повернувся до сил під командуванням адмірала Конде, які патрулювали північніше від Соломонових островів. 15 жовтня з них виділили ще один рейдовий загін із 2 важких крейсерів під охороною легкого крейсера та 7 есмінців (і в тому числі «Кагеро»), який у ніч проти 16 жовтня також провів бомбардування аеродрому (втім, без такого успіху як попереднє). В останній декаді жовтня 1942-го японці вступили у битву біля островів Санта-Круз, при цьому все вирішила дуель авіаносців, тоді як лінкори та крейсери Конде так і не вступили у бій, а 30 жовтня прибули на Трук.
3—5 листопада 1942-го «Кагеро» разом із п'ятьма іншими есмінцями супроводжував важкі крейсери «Судзуя» та «Мая» з Труку до Шортленду.
7 листопада 1942-го «Кагеро» разом зі ще 10 есмінцями виконав транспортний рейс до Гуадалканалу, а 13 листопада був залучений у супроводі великого конвою транспортних суден. Проведення останнього призвело до вирішальної морської битви біля острова, в якій японці зазнали поразки. В ніч з 14 на 15 листопада, вже після загибелі більшості транспортів, «Кагеро» разом з двома іншими есмінцями 15-ї дивізії направили для підтримки загону (1 лінкор, 2 важкі та 2 легкі крейсери), що намагався провести обстріл Гендерсон-Філд, але був змушений вступити у бій з ворожими лінкорами. Під час цих подій «Кагеро» та «Оясіо» провели торпедну атаку по лінкору USS Washington, яка, втім, не призвела до успіху.
16–17 листопада 1942-го «Кагеро» та ще 5 есмінців здійснили перехід до Рабаулу разом з важким крейсером «Тьокай», який був пошкоджений авіацією під час тієї ж битви біля Гуадалканалу. «Тьокай» далі рушив на Трук, а загін есмінців залучили до операції на Новій Гвінеї, де 16 листопада 1942-го союзники почали наступ на район Буна-Гона (півострів Папуа). Вже 17 листопада «Кагеро» та ще 4 есмінці вирушили у транспортний рейс до Буни, де в ніч проти 18 числа висадили 1500 військовослужбовців. 21 листопада «Кагеро» залучили для допомоги есмінцю «Умікадзе» (належав до другого ешелону конвою до Буни, що вирушив з Рабаулу невдовзі після загону «Кагеро»), який був пошкоджений авіацією, а тепер прямував на буксирі у «Асасіо». Ці кораблі успішно дійшли до бази, проте можливо відзначити, що за кілька діб у рейсі до Нової Гвінеї (але до іншого гарнізону в Лае) загине один з есмінців 15-ї дивізії — «Хаясіо».
27 листопада 1942-го «Кагеро» повернувся до Шотрленду, а 30 листопада він вирушив разом зі ще 7 есмінцями у транспортний рейс до Гуадалканалу. На підході до острова їх перехопив ворожий загін, що призвело до бою біля Тассафаронга.
Протягом першої половини грудня 1942-го «Кагеро» взяв участь у ще трьох рейсах до Гуадалканалу — 3, 7 та 11 числа, при цьому другий з них був перерваний через атаку торпедних катерів (а у третьому вони потопили есмінець «Терудзукі»).
У середині місяця «Кагеро» прибув до Рабаулу, звідки 16 грудня 1942-го здійснив рейс для доставки підкріплень у Мунду на острові Нью-Джорджія (центральна частина Соломонових островів), при цьому він отримав пошкодження від близького розриву авіабомби. 21 грудня есмінець виконав ще одне таке завдання.
1 січня 1943-го «Кагеро» перейшов з Рабаулу до стоянки Шортленд, а наступної доби взяв участь у новому транспортному рейсі до Гуадалканалу.
9–17 січня 1943-го «Кагеро» супроводжував конвой з Шортленду на Трук (разом з есмінцем «Оясіо»). Після короткочасного ремонту вже 31 січня він вийшов з бази та перебував у морі до 9 лютого, ескортуючи головні сили, які патрулювали північніше від Соломонових островів з метою прикриття евакуації з Гуадалканалу. 
16–22 лютого 1943-го разом зі ще двома есмінцями «Кагеро» охороняв авіаносець «Дзюнйо», який прямував з Труку до Йокосуки для ремонту. Після цього сам «Кагеро» пройшов короткочасний ремонт, а 22—27 березня він та ще три есмінці ескортували із Куре на Трук авіаносці «Дзюнйо» та «Хійо».
24–27 квітня 1943-го всі есмінці 15-ї дивізії пройшли з Труку до Рабаулу. Наступної доби вони вийшли у рейс до Мунди, зайшли 29 числа на стоянку Шортленд і незадовго до опівночі цієї ж доби прибули до узбережжя Нью Джорджії. Тут есмінці передали персонал та вантаж на десантні баржі та прийняли з них майже три сотні осіб, які належало евакуювати, і вранці 30 квітня вже були на Шортленді, з якого майже одразу рушили далі до Буки (порт на однойменному острові біля протилежного, північного завершення Бугенвілю).
3 травня «Кагеро» та два інші есмінці 15-ї дивізії повернулись з Буки на Шортленд, прийняли 350 військовослужбовців та вантаж і рушили до острова Коломбангара (західна частина архіпелагу Нью-Джорджія), де розвантажились у ніч проти 4 травня, а потім пройшли назад через Шортленд до Буки.
7 травня ці ж кораблі рушили у наступний рейс, маючи завдання доправити на Коломбангару понад 220 військовослужбовців та 18 тонн боєприпасів. Розвантажившись та прийнявши три сотні пасажирів, есмінці рушили у зворотній шлях, при цьому командир загону вирішив пройти через протоку Блеккет. У останній лише за добу до того американці виставили мінне поле, на якому послідовно підірвались всі кораблі японського загону — спершу «Оясіо», потім «Кагеро» і останнім «Куросіо» (японці гадали, що їх атакує підводний човен, чому й продовжували курсувати в районі мінного загородження).
Через кілька годин після підриву з'явилась ворожа авіація, під час атаки якої «Кагеро» отримав певні додаткові пошкодження від близьких розривів бомб. За кілька годин наліт повторився, і внаслідок близького розриву було затоплене машинне відділення. Корабель все більше осідав у воду і під вечір 8 травня віддали наказ полишити його.
Вночі 9 травня до району загибелі есмінців 15-ї дивізії (на той час всі три кораблі затонули) прибули есмінці «Хагікадзе» та «Умікадзе», які підібрали рятувальний човен з «Кагеро». Втрати екіпажу останнього загиблими становили 18 осіб.